# Bollicine (album)
Bollicine è il sesto album in studio del cantautore italiano Vasco Rossi, uscito il 14 aprile 1983.

## Descrizione
L'album, uscito anche in versione "Picture" nel 1983, è tra i più apprezzati da pubblico e critica della discografia di Vasco Rossi: la rivista Rolling Stone Italia ha collocato il disco alla prima posizione nella sua classifica dei 100 migliori dischi italiani.
L'album contiene la canzone Vita spericolata, presentata  al Festival di Sanremo dello stesso anno, che è rapidamente divenuta un inno generazionale. La storia di questa canzone è abbastanza particolare: la musica era stata scritta da Tullio Ferro, così come la prima bozza di testo in inglese, nell'estate del 1982 in vista di un concerto a Cagliari che però fu annullato causa maltempo; così Vasco, ritiratosi nel suo camper, scrisse il testo in italiano. Il "Roxy Bar" della canzone è stato identificato col Roxy Bar di Bologna dove i fan lasciano tuttora le loro firme (ne è stato tratto anche un libro: Roxy bagno: caro Vasco ti scrivo), ma Vasco alludeva invece al "Roxy Bar" inventato nel 1959 da Leo Chiosso nella canzone "Che notte", portata al successo da Fred Buscaglione; l'amico Red Ronnie negli anni novanta userà la frase per il suo programma omonimo di TeleMonteCarlo.
In Una canzone per te, la chitarra elettrica è suonata da Dodi Battaglia, componente dei Pooh, che è erroneamente indicato nei credits come Dodi "Battagia". Qualche anno più tardi, Rossi scriverà il testo di Più in alto che c'è, brano presente sul disco d'esordio solista di Battaglia, partecipando anche ai cori nella parte finale della canzone.
L'album è stato rimasterizzato nel 2017 e nel 2023 per il quarantesimo anniversario.
Nel 2012 Rolling Stone Italia, lo ha inserito nella lista dei 100 migliori album della musica italiana al primo posto.

## Tracce
Lato A
Testi e musiche di Vasco Rossi, eccetto dove indicato.
1. Bollicine – 5:36
2. Una canzone per te – 3:14
3. Portatemi Dio – 3:19
4. Vita spericolata – 4:42 (musica: Tullio Ferro)
5. Deviazioni – 3:36
6. Giocala – 5:23
7. Ultimo domicilio conosciuto – 3:27
8. Mi piaci perché – 3:19

## Singoli
Da quest'album venne estratto il 45 giri Vita spericolata/Mi piaci perché (Carosello, CI 20515)

## Formazione
- Vasco Rossi - voce
- Gigi Tonet - sintetizzatore, programmazione
- Guido Elmi - chitarra elettrica, chitarra 12 corde
- Vincenzo Muré - sintetizzatore
- Maurizio Solieri - chitarra elettrica
- Maurizio Biancani - sintetizzatore
- Roberto Costa - sintetizzatore
- Ernesto Vitolo - pianoforte, sintetizzatore
- Massimo Riva - chitarra
- Michael Fraser - pianoforte, ARP
- Claudio Golinelli - basso
- Mauro Gherardi - batteria
- Aldo Banfi - sintetizzatore, programmazione (in Deviazioni)
- Romano Trevisani - chitarra (in Ultimo domicilio sconosciuto)
- Dodi Battaglia - chitarra (in Una canzone per te)
- Davide Romani - basso (in Bollicine e Portatemi Dio)
- Lele Melotti - batteria (in Bollicine e Giocala)
- Rudy Trevisi - sax, percussioni
- Lella Esposito, Giulia Fasolino, Wanda Radicchi, Silvio Pozzoli - cori

### Produzione
- Guido Elmi - produzione, mixaggio
- Maurizio Biancani - ingegnere, produzione, mixaggio
- Giorgio Diritti - assistente ingegnere
- Serse Mai - ingegnere live
- Spiridioni - mastering
- Red Ronnie - fotografia
- Asenauer Lapis Group - copertina
- Guido Elmi - produzione esecutiva

## Classifiche

### Classifiche settimanali
| Classifica (1983) | Posizione massima |
| ----------------- | ----------------- |
| Italia            | 3                 |

### Classifiche di fine anno
| Classifica (1983) | Posizione |
| ----------------- | --------- |
| Italia            | 5         |